# Zetema
Zetema är ett särartat kortspel som spelas med en kortlek med 65 kort. Denna lek består av en vanlig kortlek med 52 kort, kompletterad med alla 13 korten i en av färgerna (vilken spelar ingen roll) från en annan lek med likadan baksida. 
Spelarna får i given sex kort var. Resterande kort bildar en talong, från vilken spelarna under spelets gång kompletterar sina händer så att dessa, så länge det är möjligt, hela tiden består av sex kort. Den spelare som är i tur lägger ett av sina kort på bordet. Korten läggs i olika högar, en för varje valör. Den som lägger det femte kortet i en sådan hög får poäng för detta. Poäng erhålls också för vissa kombinationer på handen: fem kort av samma valör, kung och dam i samma färg samt sex kort i följd eller i samma färg. Poängens storlek varierar beroende på svårighetsgrad och vilka valörer det är fråga om.
Vinnare är den spelare eller, vid partnerspel, det par som först uppnår överenskommen poängsumma.